# Cyclophora nanaria
The Dwarf Tawny Wave (Cyclophora nanaria),là một loài bướm đêm thuộc họ Geometridae. Nó được tìm thấy ở California to Texas và from New Jersey to Florida phía tây along the Gulf coast. The range extends phía nam through Dominica và Jamaica to Argentina. It is an introduced species in Hawaii.

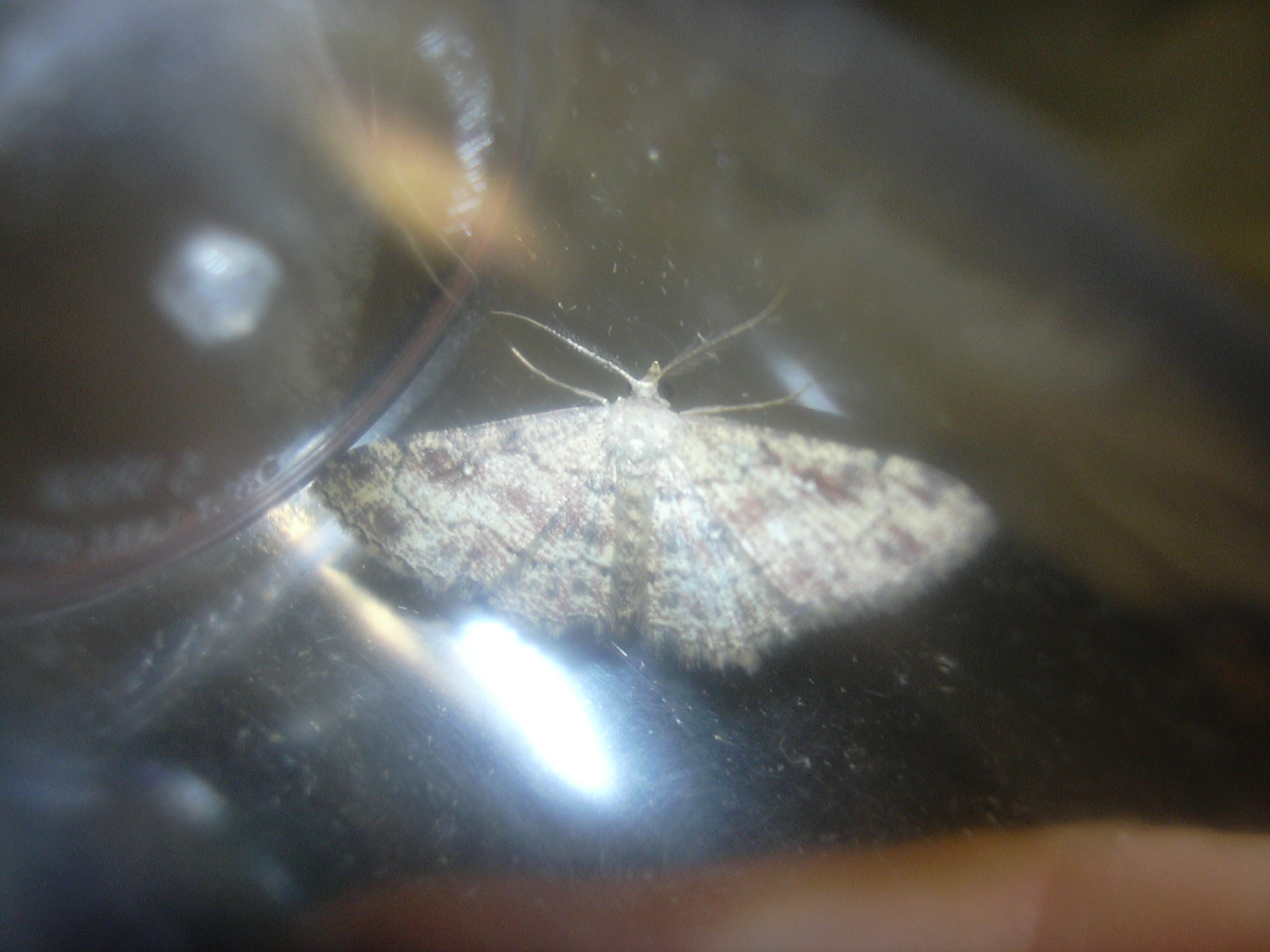

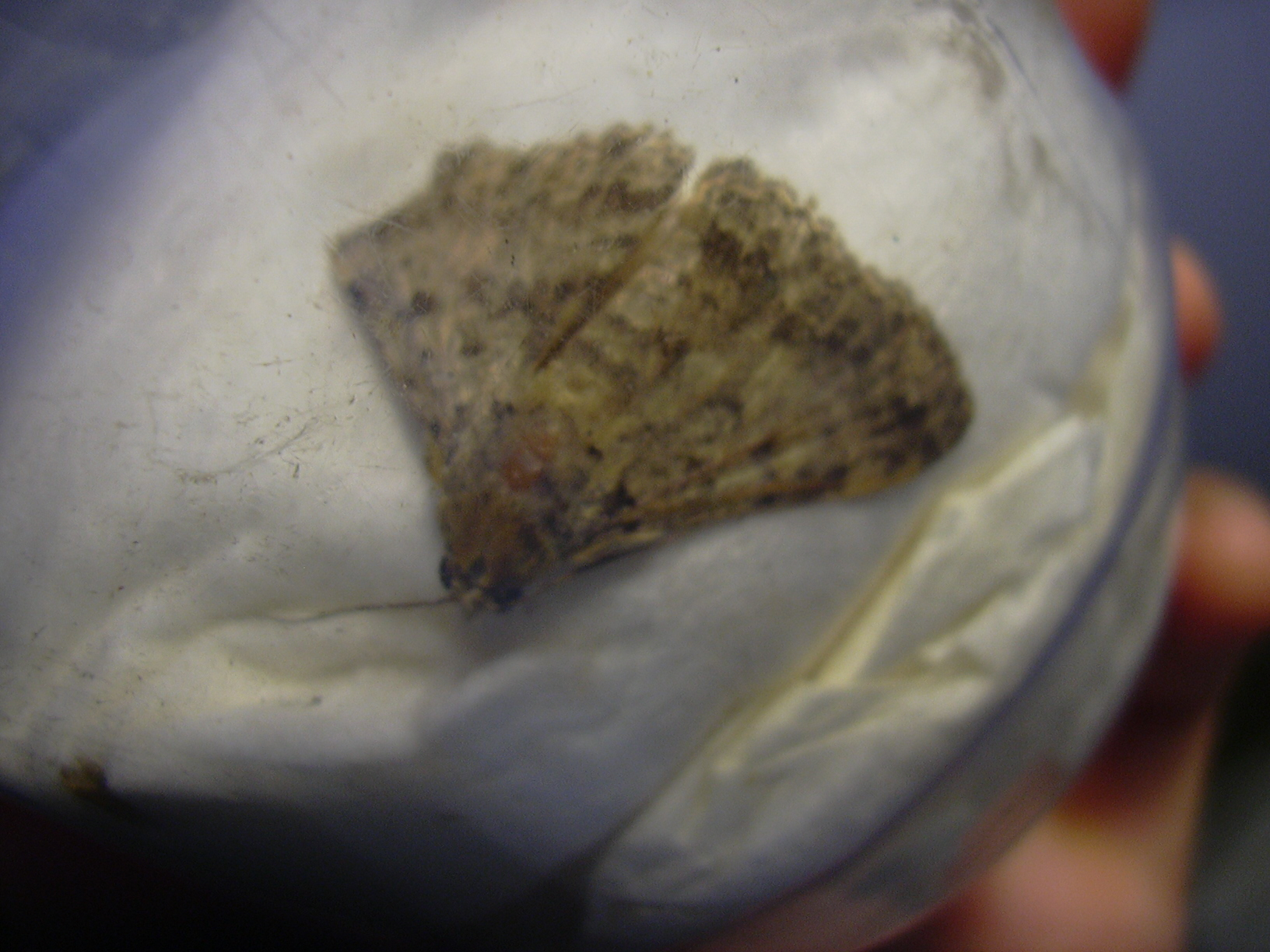

Sải cánh dài khoảng 16 mm.

## Hình ảnh

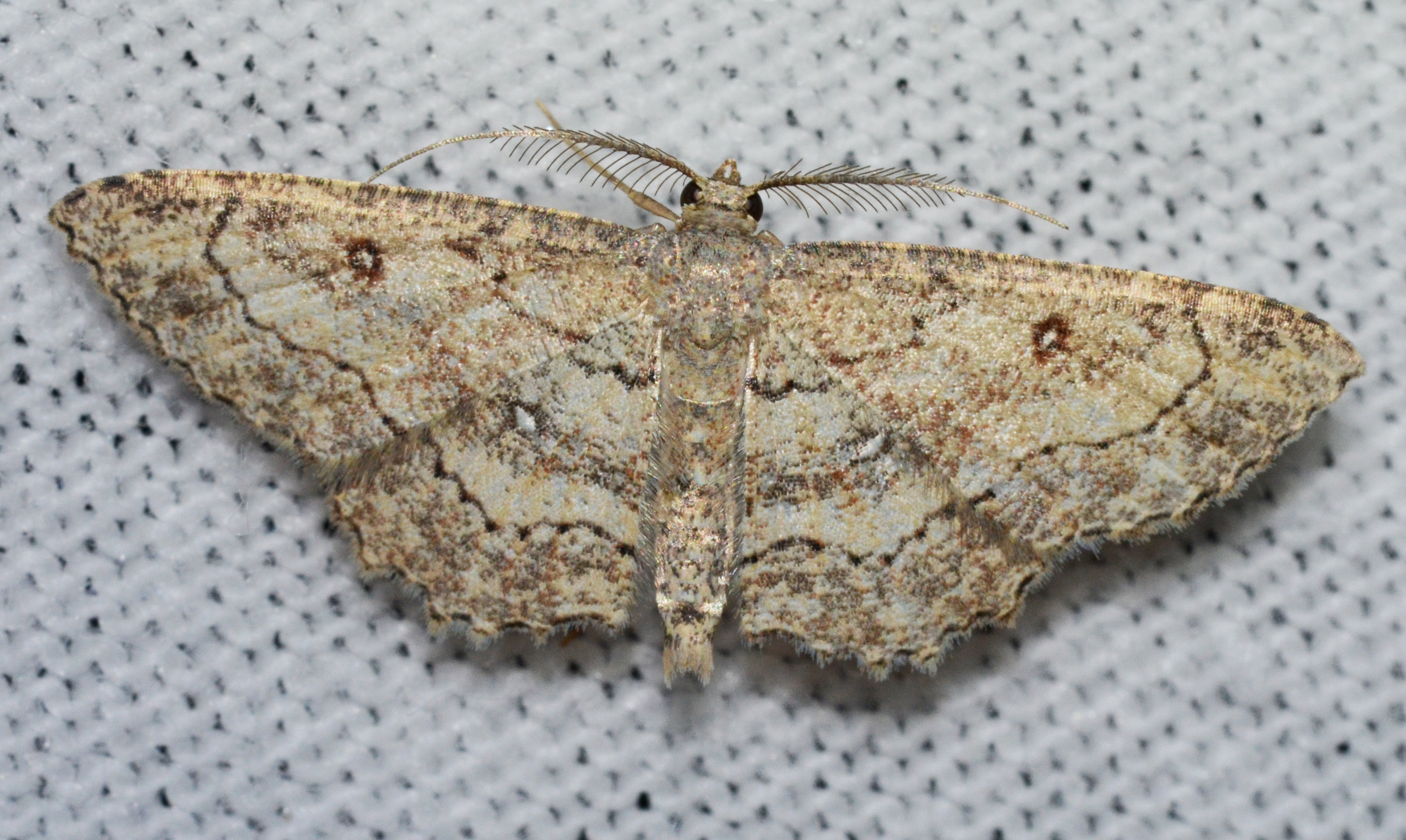
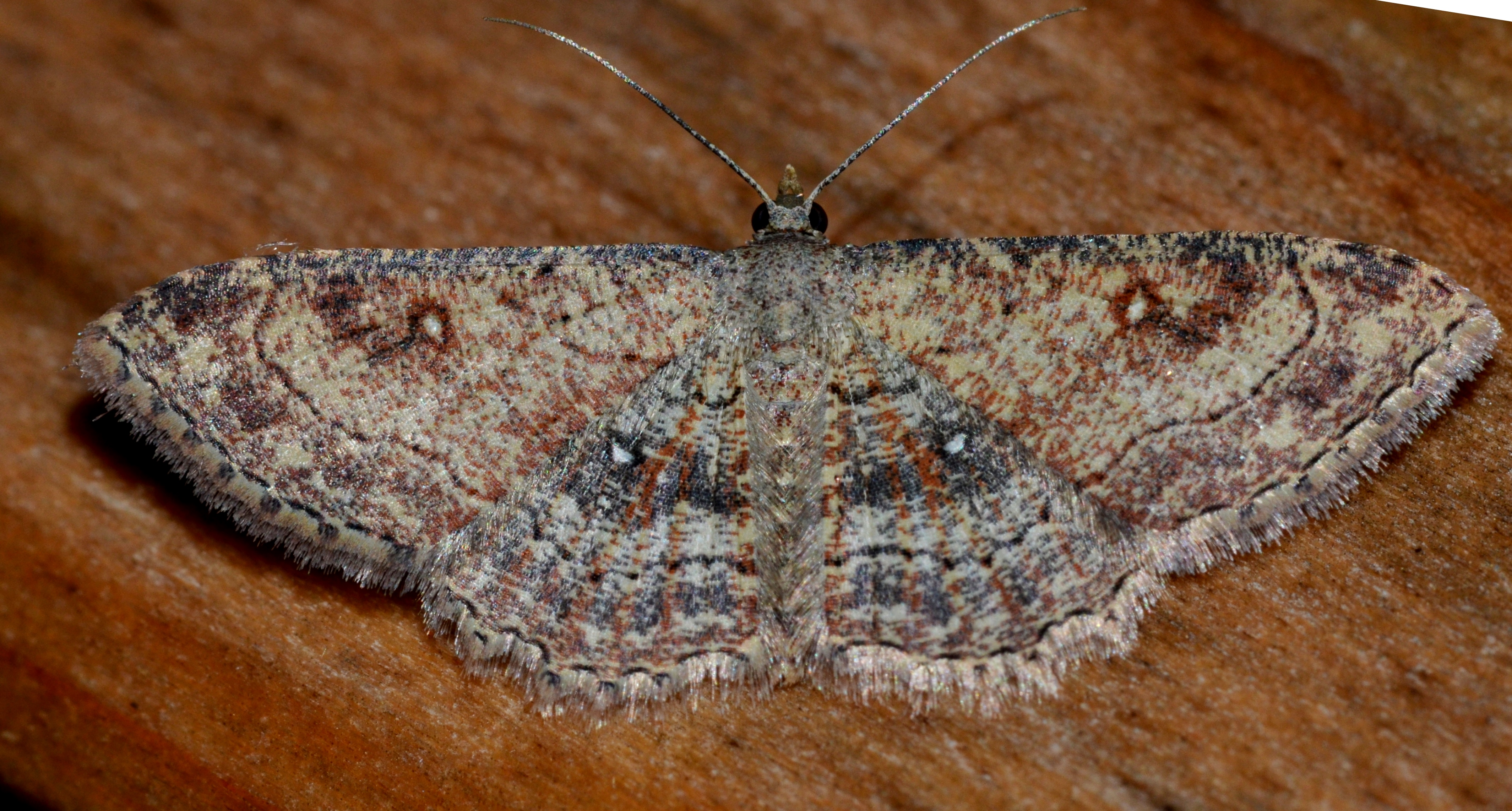